# Alessandro Mariotti
Alessandro Mariotti, conte di Cavaloto (Fano, 23 aprile 1876 – Roma, 23 aprile 1952), è stato un nobile, avvocato e politico italiano.

## Biografia
Alessandro Mariotti nacque il 23 aprile 1876 a Fano, figlio primogenito di Francesco Mariotti e Giulia Selvatici. I Mariotti sono un'antica famiglia comitale fanese con origini tracciabili attorno al XIV secolo. Alessandro ebbe anche due fratelli, nati dopo di lui: Carlo (1877-1958) e Ugo (1878-1960).
Si laureò in legge alla Facoltà di Giurisprudenza dell'Università di Bologna l'8 luglio 1899 con una tesi sull'emigrazione italiana. Nel 1907 sposò in prime nozze la contessa Eleonora dei Conti Bracci, ramo fanese discendente da Niccolò della Stella. I due ebbero un solo figlio, Francesco (1908-1980), che fu poeta e scrittore. Eleonora Bracci morì prematuramente pochi anni dopo, nel 1912. Alessandro si sposò successivamente con Maria Isotta Sforza, da cui nacque la figlia Maria Teresa (1929-2008).
Nel 1907 Alessandro Mariotti venne eletto Sindaco di Fano, carica che ricoprì fino al 1920; divenne inoltre un esponente di spicco dell'associazione agraria locale. Dopo la Grande Guerra aderì al nascente movimento fascista e alle elezioni politiche del 15 maggio 1921 fu eletto deputato al Parlamento nelle file del cosiddetto blocco nazionale, ricoprendo tale ruolo dalla XVI alla XVIII legislatura (1929).
In quanto membro dell'associazione agraria fanese, nel maggio di quello stesso anno, in seguito alle riforme fiscali presentate dalle amministrazioni di sinistra in una forte ottica redistribuitiva, presentò al Prefetto un ricordo contro il bilancio preventivo 1921 del Comune di Fano. Poco dopo, a nome della Federazione Provinciale degli Agricoltori, ricorse anche contro il bilancio dell'amministrazione provinciale.
Nello stesso periodo divenne oggetto delle ostilità ed insofferenze che in quel periodo colpirono liberali e fascisti della provincia da parte dei movimenti di sinistra; il 16 giugno 1923 il Mariotti presentò formale reclamo al Ministero per aver ricevuto una palese diffida dal segretario provinciale di partecipare a cerimonie e dimostrazioni patriottiche (inaugurazioni, lapidi ai caduti, consegna di bandiere, ecc) a cui era invitato. Gli interventi del Prefetto e del Ministero, sconcertati da tale comportamento, misero a tacere i dissapori. Il 18 luglio 1938 venne nominato Podestà di Fano.
Nel 1939 fu nominato Senatore del Regno nella XXX Legislatura, carica che ricoprì fino alla tarda estate del 1943. Durante questo periodo fu membro della Commissione dei lavori pubblici e delle comunicazioni (17 aprile 1939-28 gennaio 1940). In seguito alla caduta del fascismo, nel 1944 il Mariotti fu deferito all'Alta Corte di Giustizia per le Sanzioni contro il Fascismo con due capi di imputazione, venendo successivamente amnistiato (1948).
Ritiratosi dall'attività politica dopo l'avvento della repubblica, rimase a Roma dove si spense il 23 aprile 1952, nel giorno del suo compleanno.